# مانفرد والتر
مانفرد والتر (به آلمانی: Manfred Walter) بازیکن فوتبال و هافبک اهل آلمان شرقی بود که از سال ۱۹۶۵ میلادی عضو تیم ملی فوتبال آلمان شرقی بوده‌است. وی در ۱۶ بازی ملی حضور داشته و در بازی‌های ملی‌اش گلی به ثمر نرساند. مانفرد والتر آخرین بازی ملی خود را در سال ۱۹۶۷ میلادی انجام داد.